# ハドソン・モーター・カー・カンパニー
ハドソン・モーター・カー・カンパニー (Hudson Motor Car Company) は、アメリカ合衆国ミシガン州デトロイトに本拠を置いていた自動車メーカーである。

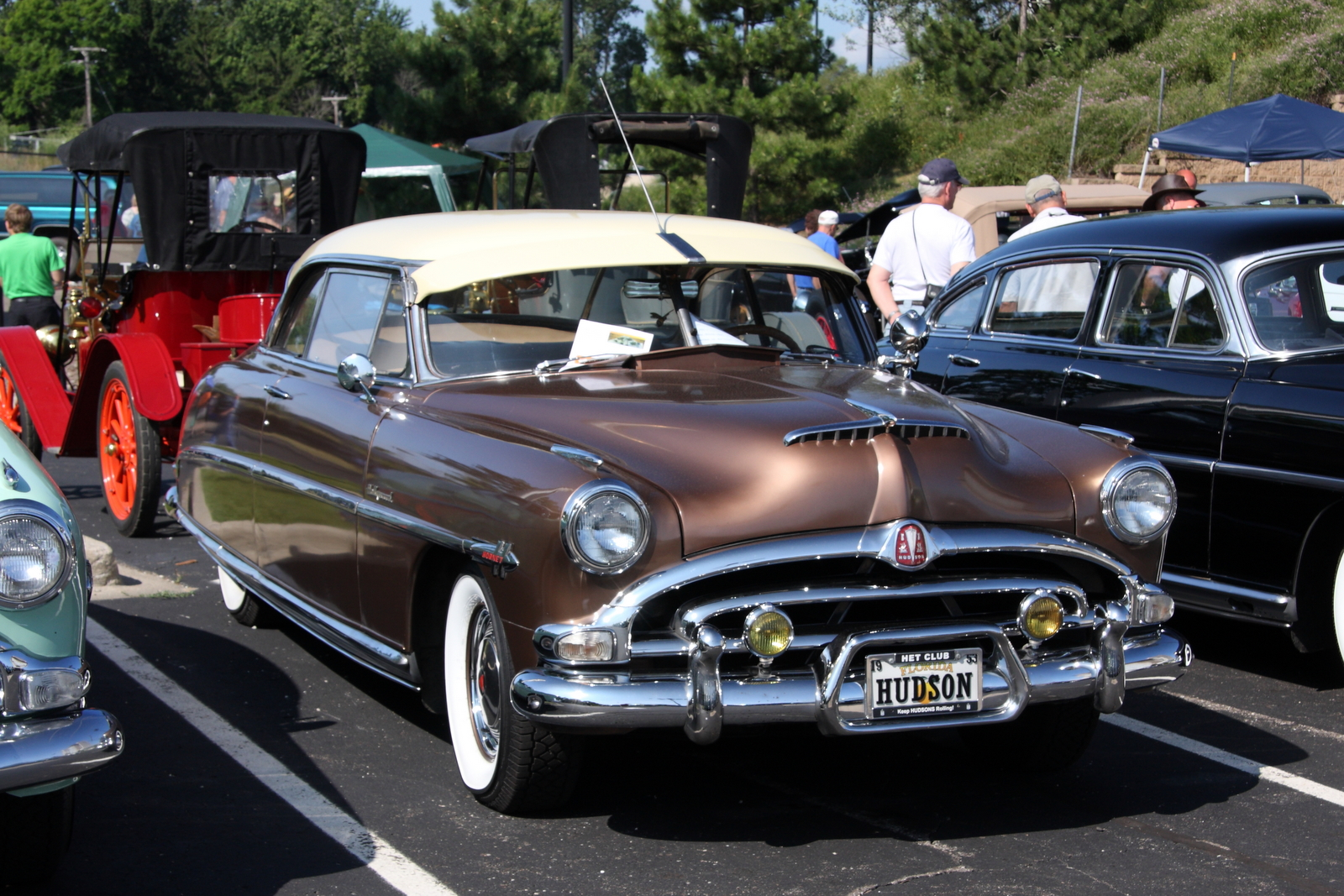
ハドソン・ホーネット

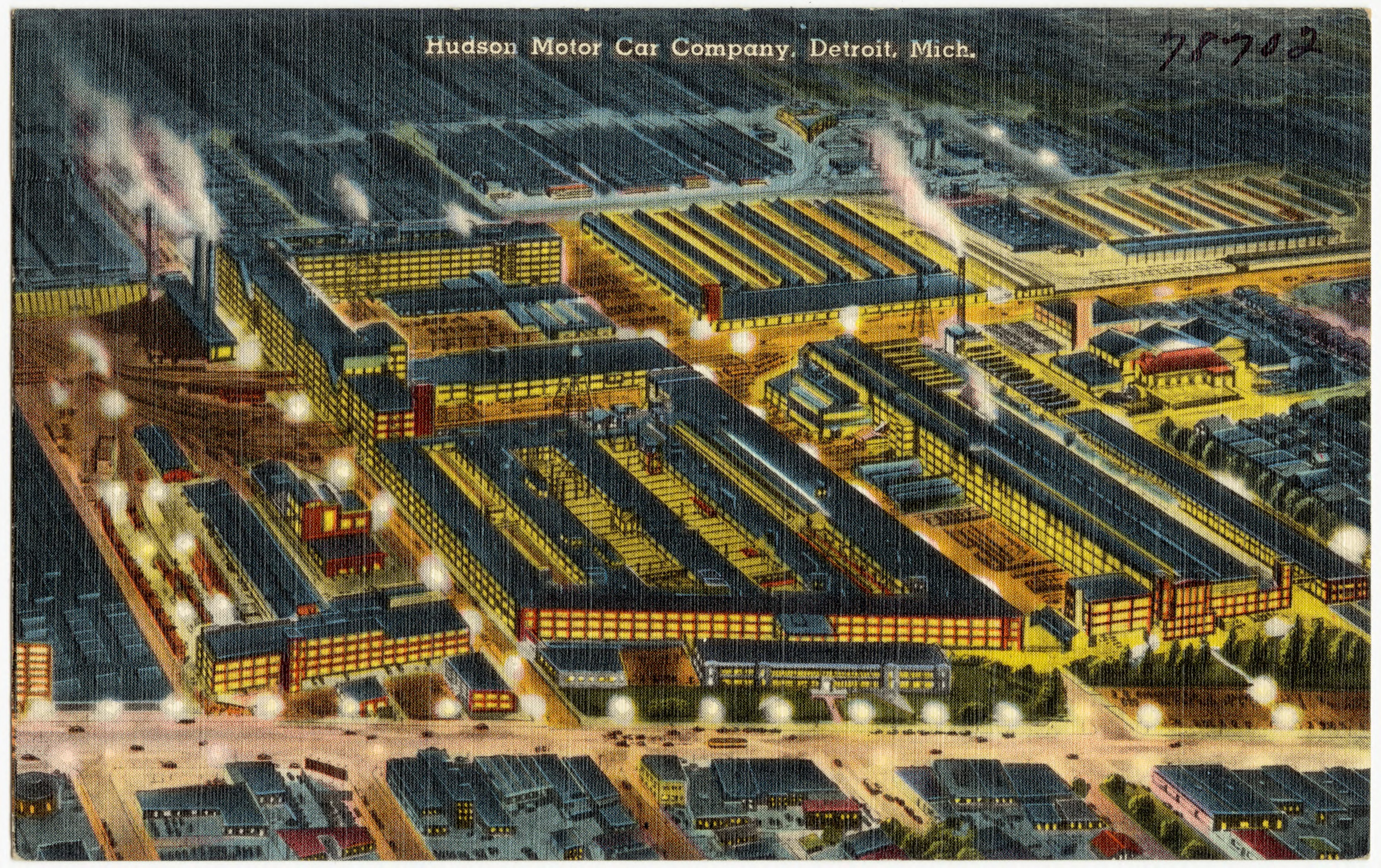
ハドソンの製造工場

ハドソン、エセックス、テラプレーンなどのブランドで自動車を製造し、1909年から1954年まで独立メーカーとして存続した。1954年にはナッシュ＝ケルビネーター・コーポレーションと合併し、アメリカン・モーターズ・コーポレーションとなった。ハドソンの車名は1957年式まで使われた。

## ハドソン設立

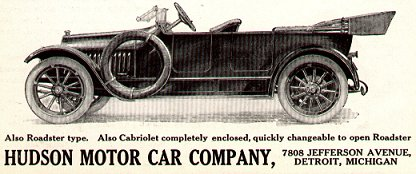
ハドソンシックス-40 1914年式

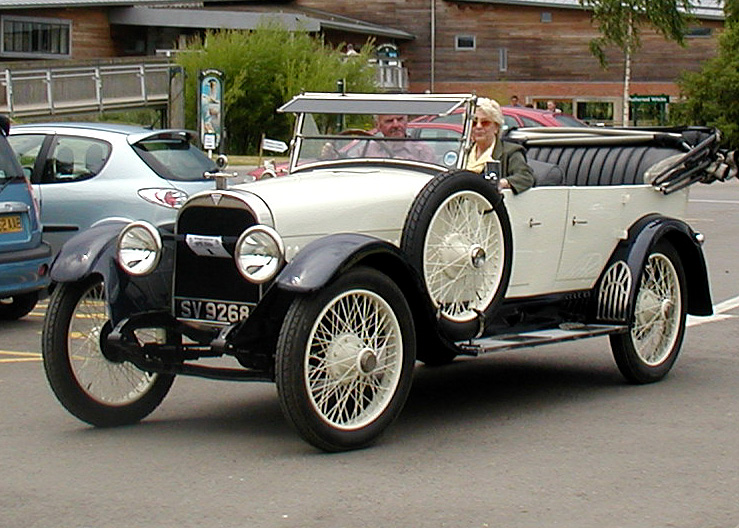
1917年式 ハドソン・フェートン

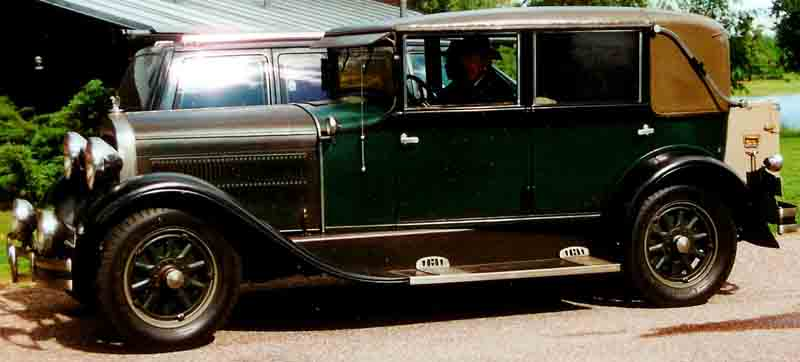
ハドソン R型4ドアランドーセダン 1929年式

ハドソン・モーター・カー・カンパニーはデトロイトの事業家8人が1909年2月2日に設立した。設立を主導したのはランサム・E・オールズと一緒に働いた経験をもつロイ・D・チェイピン（シニア）であった（ロイ・チェイピン・シニアの子、ロイ・ジュニアは、ハドソン＝ナッシュの後継企業であるアメリカン・モーターズで1960年代に社長を務めた）。
社名およびブランドの「ハドソン」はミシガン州デトロイトでハドソンデパートを創業した企業家ジョゼフ・ロウシアン・ハドソン(en)にちなんだ名称である。ジョゼフ・ハドソンはこの事業に資金提供するとともに名称使用を許可した。
ハドソン・モーター・カー・カンパニーは、その当初、1900年代後期としては比較的低価格な1000USドル以下で買える自動車の生産を目論んだ。デトロイトの小さな工場で乗用車が完成したのは1909年7月3日であった。真新しい「ハドソン・トゥエンティ」は自動車市場での人気を得て初年度に4000台以上を販売し、当時の初年度販売台数を記録した。
ハドソン社は自動車業界における数々の先駆的業績を残している。デュアルブレーキ、ダッシュボード上の油圧警告灯やバッテリー警告灯の採用、初のバランスド・クランクシャフトなどがある。このクランクシャフトを使用したハドソン直列6気筒エンジンを載せた1916年式スーパーシックスは高回転が維持でき、より低速なエンジン搭載車よりも、サイズの割りに滑らかに力を出すことができた。1957年までのハドソン車は、その多くが直列6気筒エンジンを搭載していた。デュアルブレーキでは第二系統が機械式駐車ブレーキだった。ブレーキペダルが第一系統の通常稼動範囲を超えた場合に、機械式緊急ブレーキとして後輪ブレーキを動作させた。ハドソン車のトランスミッションは、湿式のコルク・クラッチ機構で、動作がなめらかで耐久性にも優れていた。
1929年にはハドソンとエセックスあわせて年間30万台（含ベルギー、イギリス）を生産し最盛期を迎えた。この年ハドソンはフォードとシボレーに次いで、米国第三の乗用車メーカーとなった。
ハドソン車は、日本では大倉財閥総帥の大倉喜七郎が設立した輸入車ディーラーの日本自動車が代理店となって1910年代から第二次世界大戦直前までに多数を輸入・販売し、性能・品質の良好さも伴って、日本の輸入車市場でのシェアを得た。フォード、シボレーといったタクシー需要主力の大衆車クラスよりも上位にある中級量産車であり、高級ハイヤーやオーナーカーとしての需要があった。自動車製造に参入を目論んだ重工業メーカーがデッドコピー試作の原型とした例（量産化は実現せず）や、トラック主流の自動車メーカーであったヂーゼル自動車工業（後のいすゞ自動車）が乗用車試作の参考とした例など、戦前日本の自動車業界におけるベンチマークの一つにもなっていたことが伺われる。

### エセックスとテラプレーン
ハドソン社は1919年にエセックスを登場させた。フォードやシボレーに対抗するため、より高価格帯に位置するハドソン車とは対照的に、価格重視の購買層に向けた大衆車シリーズだった。
エセックス車は低価格帯モデルとしては早くから固定屋根・窓枠付きのドアを備えたクローズド・ボディを本格採用したセダン車の一つとして市場で成功を収めた。シボレーと並んで大衆車としては早い時期に直列6気筒を採用したことでも知られる。ハドソン車とエセックス車の販売で、1925年にハドソン社は米国7位から3位に躍進した。
1932年にはエセックスのネームプレートに代えて、時流にあわせたテラプレーンブランドネームを開始した。新シリーズは1932年7月21日に発売された。
ハドソンはカナダでの現地生産も開始した。オンタリオ州ティルバリーの架装メーカー「カナダ・トップ＆ボディ」と契約した。英国ではブレントフォード工場でテラプレーンを生産し、1938年時点でも宣伝された。
1935年から1938年頃のアクセサリーオプション品に、ステアリングコラム取付式の電気式プリセレクタ（電磁自動シフト装置）があった。「エレクトリックハンド」と称し、ベンディックス・コーポレーション製であった。この装備はフロア式シフトレバーを置き換えただけのもので、クラッチ操作が必要なのは変わらなかった。エレクトリックハンド装備の乗用車にはダッシュボード下部に従来のシフトレバーを収納しておく場所があり、エレクトリックハンド故障時にこのシフトレバーを取り出し、フロアに取り付けて使用した。そのほか、1930年代初頭には、負圧自動クラッチがオプション提供された。

## 1936年-1942年

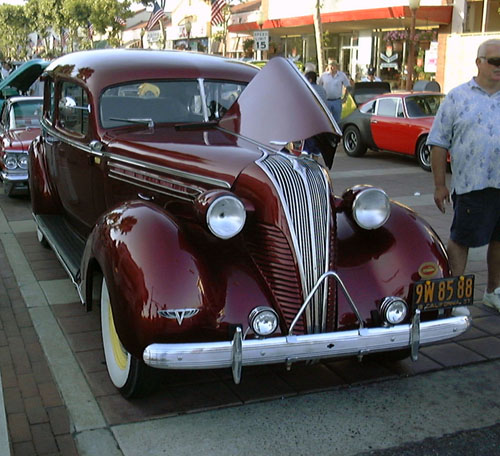
ハドソン・カスタムエイト 1937年式

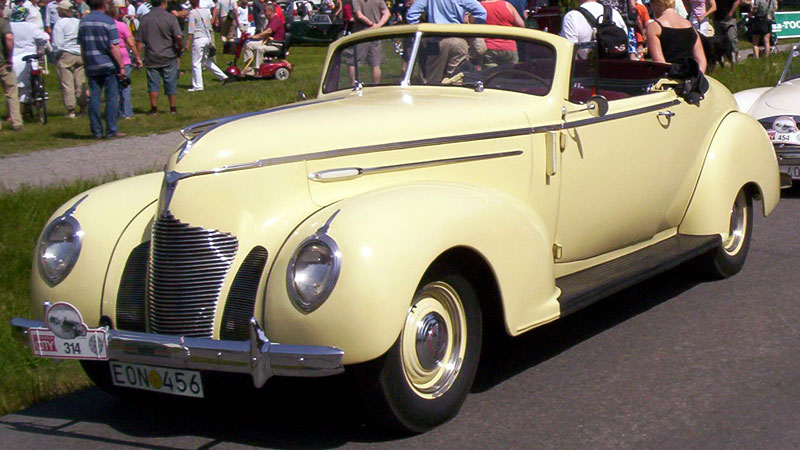
ハドソン・カントリークラブシックスシリーズ93コンバーチブルクーペ 1939年式

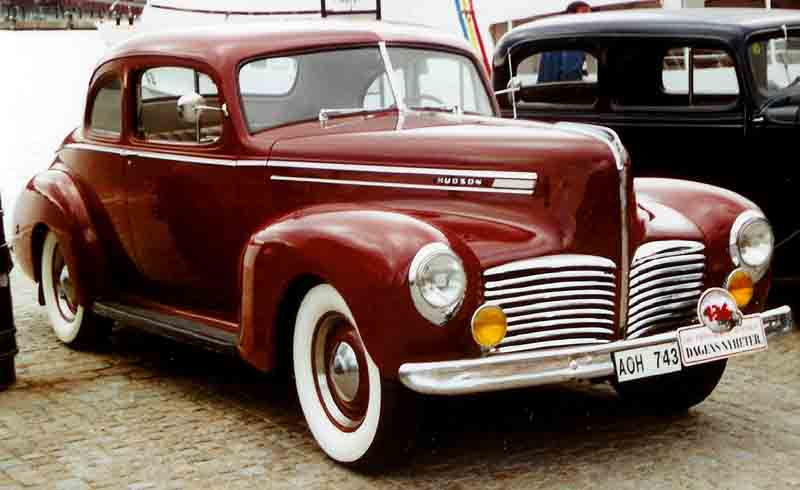
ハドソン・クーペ1941年式

1936年には、ラジカルセーフティコントロール (radial safety control) 、あるいはリズミックライド (rhythmic ride) と呼ばれたフロントサスペンションを登場させ、乗用車を一新した。これは一般的な固定車軸のリーフ式サスペンションに2本の長いリーディングアームを追加したもので、これにより、サスペンションの支持剛性を保ったままばね定数を下げることができ、ソフトな乗り心地を提供しつつ、凹凸路やブレーキ時の車軸の暴れを防いで車両が安定するというものであった。
1936年式ハドソン車では競合車と比べて車内もかなり広くなり、ハドソンは145立方フィート (4.1 m3)の室内と宣伝した。同時期、他社の人気車でも車内容積は121立方フィート (3.4 m3)程度だった。（米国EPA）計測ではクライスラーLHSでも126立方フィートである。）
1936年式搭載のエンジンは当時としては強力で、93 hp (69 kW)から124 hp (92 kW)までのラインナップがあった。
1939年式では他社がすでに採用していたコラムシフトレバーを採用した。これに伴って前席は1960年代のバケットシートの流行まで業界標準となる広いベンチシートになった。1940年式では前輪独立懸架とセンターポイントステアリングが全車標準となり、同価格帯車両では秀でた性能を発揮した。
1942年式ではゼネラルモーターズが1939年からいち早く導入したオートマチックトランスミッション「ハイドラマチック」に対抗し、「ドライブマスター(Drive-Master)」変速機を搭載した。既に導入済みの「エレクトリックハンド」と自動クラッチのコンセプトを、より洗練させて組み合わせたものだった。ボタンを押すと、ドライバーは3通りのモードを選択できた‐(1)通常：マニュアルシフトとクラッチ操作、(2)マニュアルシフトでオートクラッチ、(3)オートシフトとオートクラッチ。このための大きく複雑な機構がボンネットに収められた。動作は非常によく、全自動モードは優秀なセミオートマチックトランスミッションだった。のちにこれは自動オーバードライブと組み合わされ「スーパーマチック(Super-Matic)」となった。「ドライブマスター」は1950年式ハドソンまで装備された。
もっとも、独立系メーカーであるハドソンが自社専用設計の複雑な変速機を限定製造することがコスト面で不利なのは否めず、1951年にGMが「ハイドラマチック」を他社供給開始すると、ハドソンも「ドライブマスター」と「スーパーマチック」を「ハイドラマチック」で置き換えている。
第二次世界大戦中の連邦政府の命令により、1942年から1945年までは自動車生産を停止し、航空機用部品や船舶用エンジン、対空砲などの軍需品を生産した。ハドソン製インベーダー(Invader)エンジンは1944年6月6日のノルマンディー上陸作戦の上陸用舟艇でその多くが使われた。
アメリカ人女性で初の自動車設計者：女性の観点からの自動車設計を求めたハドソン社は、1939年にベティ・サッチャー・オロスを雇った。オロスはクリーブランド美術学校（Cleveland School of Arts、現en:Cleveland Institute of Art）でインダストリアルデザインを専攻した、アメリカ初の女性自動車設計者である。彼女は1941年式ハドソン車に携わり、外装トリム、サイドライト、インテリアインストルメントパネル、インテリア、インテリアトリムファブリックを設計した。オロスは1939年から1941年までハドソン社で働いた。
第二次世界大戦中(1941年)、ハドソン社は航空機部門を設け、エルロンを生産した()。翼やエルロンなどの航空機部品を大量生産できる工場規模だった。

## 1946年 - 1954年

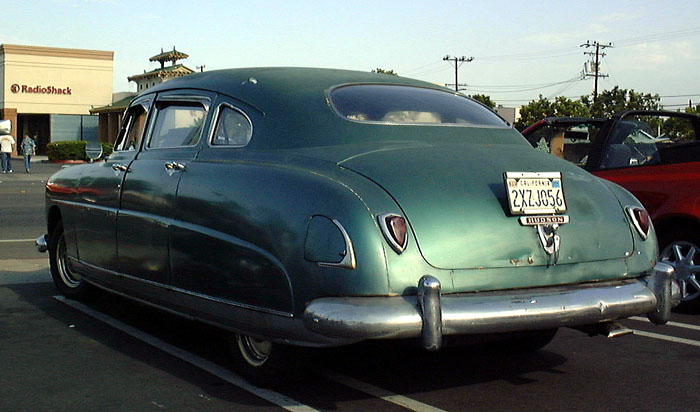
ハドソン 1950年式。当時のハドソン独特のステップダウンシャーシと、ファストバックの流麗なスタイリングを備える

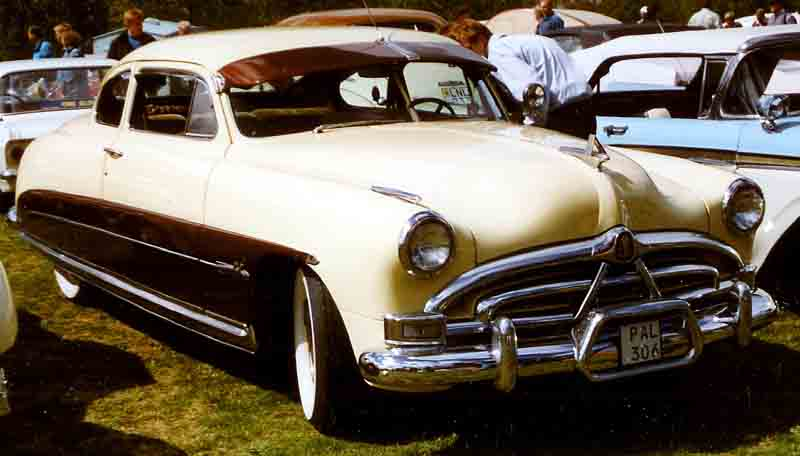
ハドソン・ホーネット・クラブクーペ1951年式

終戦後のハドソンは1942年モデルの小改良で生産を再開したが、ビッグスリー各社に先駆けたモデルチェンジで完全戦後設計となった1948年式では「ステップダウン(step-down)」ボディを採用、1954年式まで継続した。
「ステップダウン」とは、乗車部がペリメーターフレームの内側でフレームよりも低い位置に作られ、階段を一段下りるように乗車したところからつけられた。このため、より安全・快適で、しかも低重心のためハンドリングのよい乗用車となった。有名な自動車ライターのリチャード・ラングワースが初期のステップダウンモデルについての記事で、「コンシューマーガイドやコレクティブル・オートモビルの記事で取り上げられた当時のすばらしい自動車のひとつ」と紹介している。
ハドソン社は、ステップダウンモデルの頑丈で軽量低重心な車体と、自社伝統の高トルク直列6気筒エンジン技術を駆使し、1951年から1954年まで高性能バージョンのハドソン・ホーネットを製造した。ホーネットは当時の自動車レースで多くの勝利を収め、1951年から1954年までNASCARの主役だった。1950年代のハドソンが残したNASCARレコードには現時点でもまだ破られていないものがある。高パワーウェイトレシオだったため、後にはドラッグレースでも活躍した。生産終了から遙か後の1960年代に至っても、NHRAや地域のダートトラックイベントなどで活躍している（現在でもハドソンはボンネビル・ソルトフラッツでのクラス記録を保持している）。
しかし1950年代初頭には、北米の他自動車製造会社と同様に、中堅メーカーのハドソンも次第にフォード、GM、クライスラーのビッグスリーと競うことが難しくなった。大会社3社は、その資金力と生産規模、そして極度に進歩的ではない構造の自由度によって、新車開発と外装面でのスタイル変更を頻繁におこなうことができ、毎年、新味のあるモデルチェンジを行っていた。3社に劣る中堅・弱小メーカーでは、年度毎のモデルチェンジでもわずかな変更しか行えず、頻繁なモデルチェンジは困難だった。ハドソンのステップダウン型ユニットボディ構造は、1950年代初頭時点では頑丈で先進的である一方で、その構造面での束縛によってスタイル変更が難しく、また生産面でも高コストであった。ステップダウン系モデルの時流に沿った大規模マイナーチェンジ実現は、実に1953年にまでずれ込んだ。自社製エンジンも古い直列6気筒や直列8気筒のサイドバルブ式で、パワフルさが売りのホーネットですら、サイドバルブ6気筒を5リッターもの大排気量仕様としてチューニングを施すことで性能を確保していたのが内実であった。
当時、ロイ・D・チェイピン・シニアの後を継いで1936年からハドソンの経営を担っていたA.E.バリットは、ハドソン社創業時からの叩き上げ社員ではあったが、あいにく購買部門の速記者上がりで自動車技術にもマーケティングにも通じておらず、車の売れていた時代はともかく、苦境下でその不得手が裏目に出た。

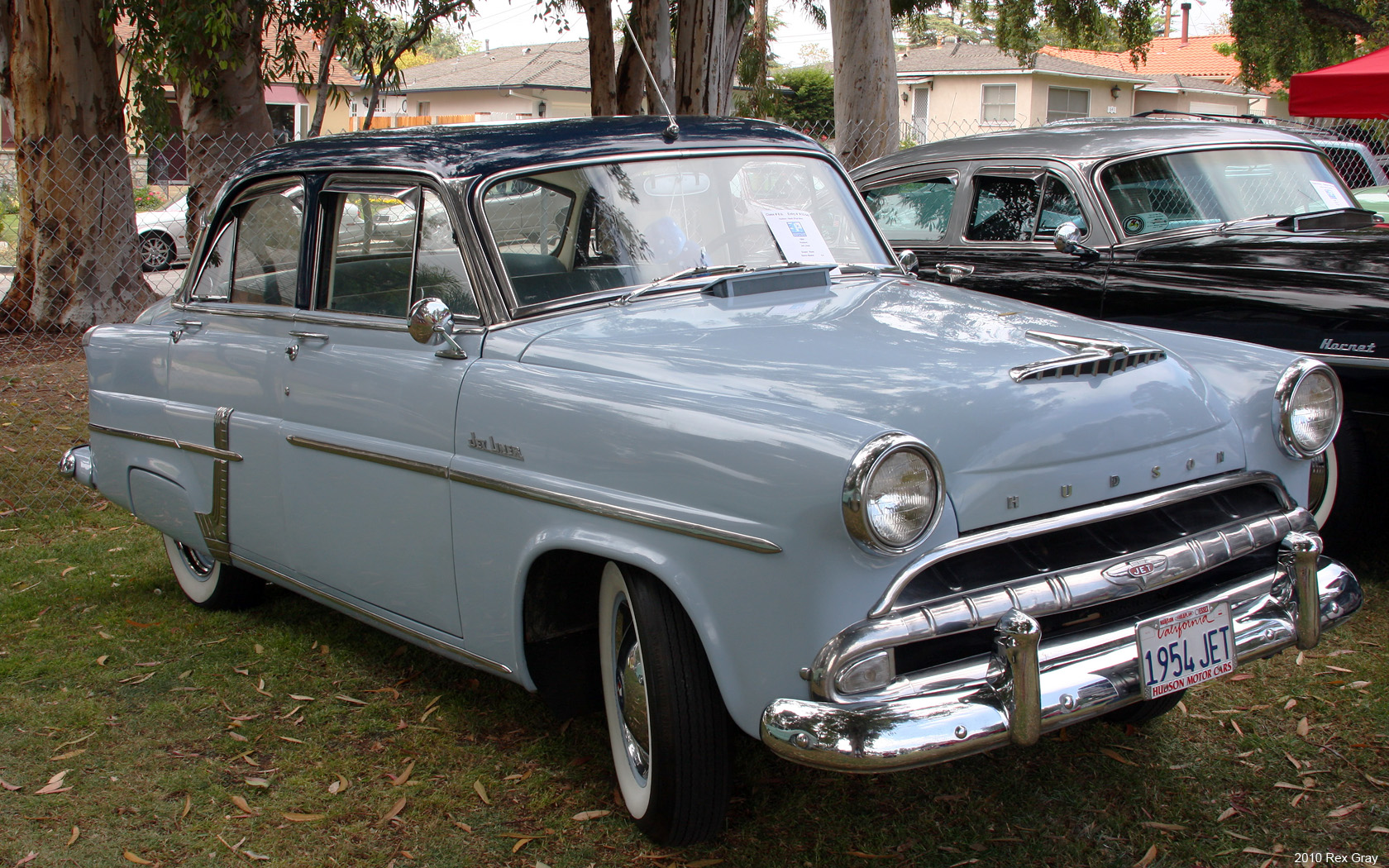
ハドソン・ジェット・ライナー4ドアセダン1954年式。同時期のフォード亜流で小型にしながら車内容積確保も図ったため、個性に乏しく腰高なスタイルになった

経営打開策としてステップダウン型のフルサイズモデルより一回り小型の新型車開発が図られたが、保守的なバリット社長が有力ディーラーの意見にも引きずられて開発方針に口出しをした結果コンセプトが迷走、小さく低いボディを目指した技術者らの意図に反し、同時期の1952年型フォードに酷似してかつ腰高な無個性スタイルに堕した。また新車ではOHVエンジンが常識化しつつあった当時、新型車の3.3リッター6気筒エンジンは1932年以来のハドソン8気筒を元に2気筒を減らした設計で、ベース同様古臭いサイドバルブであった。ハドソン社は既に設備投資に割けるだけの資金力を失っており、新コンパクトの量産にあたっては、かつての大手コーチビルダーであったマーレイの後身・マーレイコーポレーション・オブ・アメリカにモノコックボディの生産を外部委託、なおかつマーレイがボディ納品価格に生産コストを上乗せ回収させることで、生産ツールに要するハドソン側の初期投資支出を抑える契約を結んだのは、経営の行き詰まりを如実に表すものであった。
こうして1952年12月に発表されたのがJetコンパクトカーシリーズで、ステップダウン系は廉価グレードを廃止して中級以上のグレードである「ホーネット」「コモドール」のみが生産続行された。だが、ジェットは上記の芳しからざる開発経緯から、全体に魅力に乏しい凡庸な車種となった。標準装備品は充実していたものの価格面では割高で、ビッグスリーが販売するフルサイズ大衆車（シボレー、フォード、プリムス）の6気筒廉価モデルと直接競合せねばならず、発売2年目には不人気車となった。
ジェット開発の投資における敗退は、ハドソン社の経営に大きな打撃を与えた。前述のリチャード・ラングワースはステップダウン・ハドソンとは対照的にジェットを「ハドソンを沈没させた車」と酷評したほどである。もっとも、ジェットの不振がなかったとしても、ビッグスリーの攻勢に抗って独立系中堅メーカーが単独で苦境を脱することは既に困難であった。
最終的にハドソン社は、1954年1月14日にナッシュおよびランブラー製造元であるナッシュ＝ケルビネーターと合併に合意した。

## 1954年-1957年
1954年5月1日にハドソンはナッシュ＝ケルビネーター・コーポレーションと合併し、アメリカン・モーターズ・コーポレーション(AMC)となった。デトロイトのハドソン工場は軍との契約生産用に変更され、その後の3年間のハドソン車生産はウィスコンシン州ケノーシャの旧・ナッシュ工場で生産された。不振のジェットは速やかに生産終了となり、代わりの小型車としては、商品力に勝るナッシュ系のランブラーが販売された。
ハドソンとナッシュの上級モデルは1955年からピニン・ファリーナ、エドマンド・E・アンダーソン(Edmund E. Anderson)、フランク・スプリング(Frank Spring)のスタイリングテーマを用いた共通プラットフォームで製作された（共通プラットフォームを使った生産方法はビッグスリーが数十年来用いてきたものだった）。1955年式ハドソン車は車内はナッシュ仕様となったが、車両自体はスプリング社とハドソン技術陣で開発したフロントカウルを1954年式ステップダウンプラットフォームに載せたものだった。この1955年式にはハドソンダッシュボード、トリプルセーフブレーキ、ナッシュウェザーアイヒーター、ハリソン製低コストフレオン/コンプレッサー型エアコンが使われており、旧ハドソン・ナッシュ両社の折衷仕様であった。
ナッシュ車よりもトレッドが広いハドソン車はハンドルの操作性がよく、有名な308(5.1リットル)ホーネット・シックス(ホーネット直列6気筒エンジン)にオプションの高圧縮シリンダーヘッドとデュアルキャブレターマニフォールド（ツインHパワー）を付加して動力としていた。ワスプでは202 cu in (3.31 L)のL型ヘッドのジェット6気筒エンジン(最高130馬力)を使い、特にセダンモデルはハドソン一の売上だった。1955年式ではハドソン初のV8エンジンとなり320 cu in (5.2 L)のエンジンで208 hp (155 kW)を出した。これはパッカードが生産しハドソンおよびナッシュに搭載された。パッカードV8はパッカードのウルトラマチックオートマチックトランスミッションでも使われた。
ハドソン取扱店では、ナッシュ系のランブラーとメトロポリタンもハドソンの名で販売した。両車ともにボンネットグリルやホーンにつけられたエンブレムはハドソンとなった。ハドソンランブラーも燃料キャップが「H印」になった（1956年にはハブキャップも）。1957年式ではランブラーとメトロポリタンはそれぞれ独立した扱いとなり、もはやハドソンやナッシュとは名乗らなかった。
1956年式ハドソン車はデザイナーリチャード・アルビブに任せられた。結果は「Vライン」スタイルモチーフとなった。V型モチーフを組み合わせてハドソンの三角形の企業ロゴテーマをあらわしたものだった。1955年よりも販売は振るわなかった。1957年式ハドソン車はショートホイルベースのワスプシリーズを終了させ、ホーネットカスタムとスーパーのみとし、低い車高で多少スタイル変更をおこなった。

## 終焉

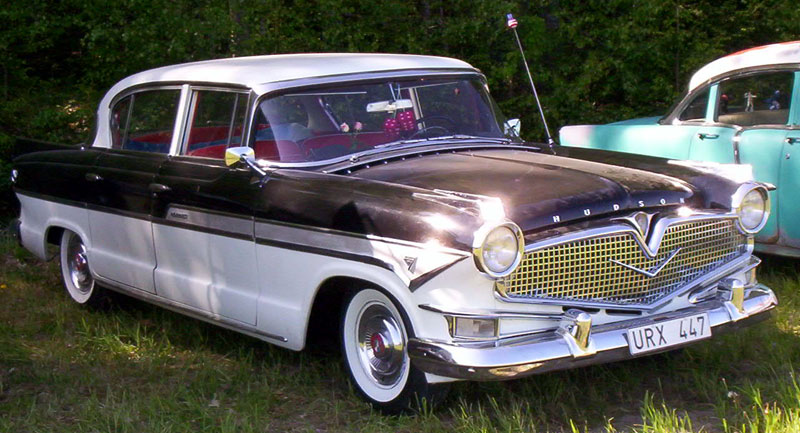
ハドソンホーネットシリーズ80 4ドアセダン1957年式

しかし、これらの試みをもってしてもフルサイズモデルとしてのハドソン、ナッシュをビッグスリーとの対抗モデルとして生産し続けることは困難で、AMCは競合車の少ない小型車のランブラーに絞り込んで生産する方向転換を図るに至った。
最後のハドソン車は1957年6月25日にケノーシャの組立ラインをロールオフした。ハドソンとナッシュは1958年式でもランブラーのシャシーを使ったデラックス仕様ロングホイルベース上級モデルとして継続される望みがあったため、特別な式典が催されることはなかった。ある著名な自動車専門誌が「終了のうわさは誤りで、1958年式ハドソンおよびナッシュは「大きくでスマート」になる模様」と記していた。
より伸びたホイールベースの1958年ランブラーをベースとした1958年式ハドソン（およびナッシュ）シリーズの工場でのスタイリング写真がある。前端部分の写真でハドソンとナッシュのスタイリングテーマが示されている。
AMC社長ジョージ・ロムニーはハドソンもナッシュもランブラーほど市場に受け入れられていないとして終了を決定した。このハドソン（およびナッシュ）ブランド撤退決定が短い間に決定されたということが、1958年式ランブラーアンバサダーのプリプロダクション車がナッシュ/ハドソンのバッジおよびトリムだったことからもわかる。
1958年式ランブラー・アンバサダーはハドソンを思わせるデザインだった。三角グリルガードや1957年式に似たフェンダー"gun sights"に、また、1958年式ランブラー・カスタムズが1957年式ハドソンスタイルのフロントフェンダートリムとなっていることに、ハドソンファンなら気がつくだろう。

## 現在
世界最後のハドソン販売はミシガン州イプシランティのミラーモーターズ(Miller Motors)だった。ここは現在イプシランティ自動車歴史博物館(Ypsilanti Automotive Heritage Museum)となり、(Motor Cities Automotive National Heritage Area)の一角を占めている。良質なレストア済みハドソン車がコレクションされている。ファビュラス・ハドソン・ホーネット(Fabulous Hudson Hornet)やこの地区で生産された量産車が展示されている。

## AMCホーネット
1970年に、アメリカン・モーターズ・コーポレーション(AMC)は「ホーネット」名を復活させ、新コンパクトカーシリーズで使用した(AMCホーネット)。AMCはクライスラー・コーポレーションに買収された。クライスラーはダッジのモデルラインでホーネット名を使うのではないかといわれていた。(ダッジ・ホーネット、ダッジ公式情報を参照)

## 量産モデル仕様
- ハドソン・スーパーシックス・コーチ(Hudson Super-Six Coach)

## ギャラリー

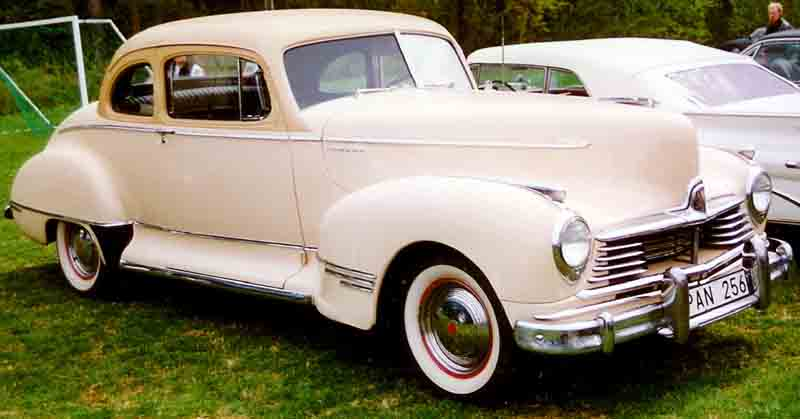
Hudson Coupé 1947(ハドソンクーペ1947年式)
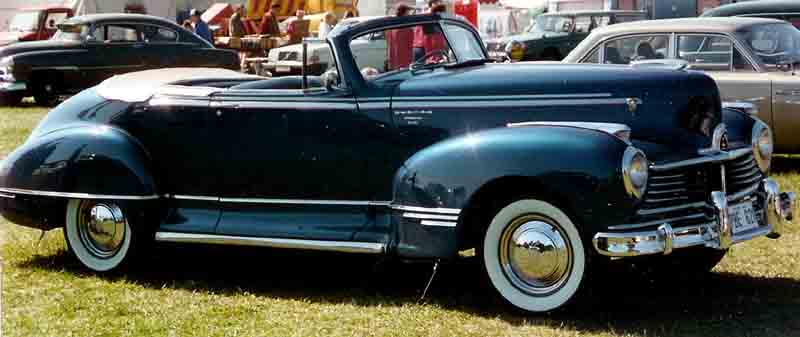
Hudson Commodore Eight Brougham Convertible 1947(ハドソンコモドールエイトブルーアムコンバーチブル1947年式)
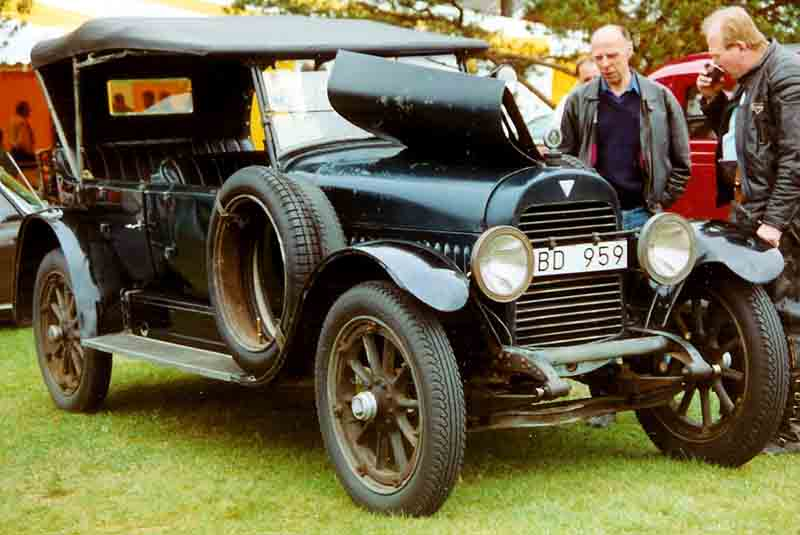
Hudson Super Six Series M Phaeton 1918(ハドソンスーパーシックスシリーズMフェートン1918年式)
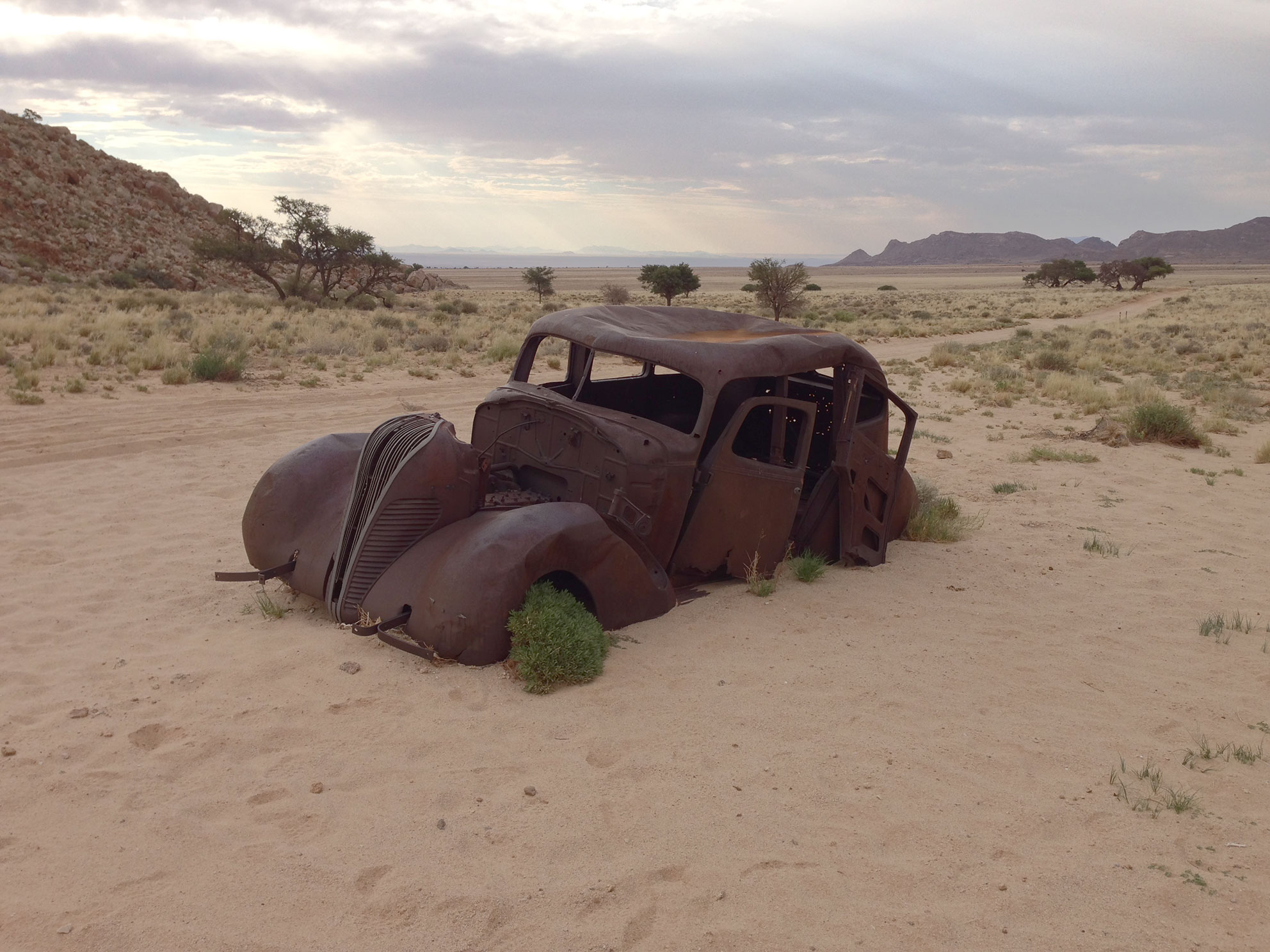
Hudson Terraplane 1934 in Namib desert

## 関連記事
- ハドソン・コモドール(en:Hudson Commodore)
- en:List of automobile manufacturers
- en:Terraplane
- Essex
- en:Fabulous Hudson Hornet